# Хемир
Хеми́р или Бенде́р-Хеми́р (перс. بندر خمیر‎) — город на юге Ирана, в провинции Хормозган. Административный центр одноимённого шахрестана.

## География
Город находится в южной приморской части Хормозгана, на побережье пролива Хуран, отделяющий остров Кешм от континентальной части Ирана. Абсолютная высота — 18 метров над уровнем моря.

Хемир расположен на расстоянии приблизительно 53 километров к западу-юго-западу (WSW) от Бендер-Аббаса, административного центра провинции и на расстоянии 1040 километров к юго-востоку от Тегерана, столицы страны.

## Население
По данным переписи 2006 года численность населения составляла 11 566 человек.
Динамика численности населения города по годам:
| 1996 | 2006   | 2011   |
| ---- | ------ | ------ |
| 8354 | 11 566 | 14 617 |

## Транспорт
Ближайший аэропорт находится на острове Кешм.